# Lukas Hofer
Lukas Hofer (n. 30 septembrie 1989, Brunico, Trentino-Tirolul de Sud, Italia) este un biatlonist ce a reprezentat Italia, medaliat olimpic. A participat la 4 ediții ale Jocurilor Olimpice (2010, 2014, 2018, 2022) în care a câștigat două medalii de bronz.